# Felicity Lane-Fox
Felicity Lane-Fox, baronne Lane-Fox, (22 juin 1918 - 17 avril 1988) est une membre conservateur de la Chambre des lords et militantes sur les questions de handicap,.

## Biographie
Elle est née à Tadcaster, Yorkshire, la fille d'Edward Lane-Fox, qui est le frère de George Lane-Fox (1er baron Lane-Fox. À l'âge de 12 ans, elle est paralysée par une attaque de poliomyélite.
En 1963, elle devient membre de l'exécutif de l'Union nationale des associations conservatrices et unionistes. Dans les honneurs du Nouvel An 1976, elle est nommée OBE pour les services aux personnes handicapées.
Le 19 mai 1981, elle est créée pair à vie, en tant que baronne Lane-Fox, de Bramham dans le Yorkshire de l'Ouest. Utilisant un fauteuil roulant électrique, elle est une membre active de la Chambre des Lords jusqu'à sa mort. Elle est la tante de Robin Lane Fox et la grand-tante de sa fille Martha Lane Fox, baronne Lane-Fox de Soho.